# Live at Stubb's
Live at Stubb's è un album dal vivo del musicista e cantante reggae statunitense Matisyahu, pubblicato nel 2005.

## Tracce
1. Sea to Sea – 4:07
2. Chop 'Em Down – 4:03
3. Warrior – 7:58
4. Lord Raise Me Up – 3:52
5. King Without a Crown – 4:48
6. Aish Tamid – 6:55
7. Beat Box – 5:05
8. Fire and Heights – 4:20
9. Exaltation – 6:57
10. Refuge – 4:02
11. Heights – 3:23
12. Close My Eyes – 4:26